# Battódžucu
Battódžucu (japonsky 抜刀術, battó-džucu; dovednost tasení meče) je starý termín pro umění iai-džucu (居合術).
Battódžucu se obecně praktikuje jako součást klasických škol japonského šermu. Jedná se o techniky tasení a procvičuje se skutečnou čepelí (katanou), často samostatně jako kata (forma). Trénink je zaměřen na reálnou efektivitu cvičených technik, a to prostřednictvím důležitých faktorů, jako je správná vzdálenost, načasování a praktikování tamešigiri. 

## Seznam škol
Korjú školy:
- Šinmei musó rjú battódžucu (神明夢想流抜刀術)
- Sekiguči rjú battódžucu (関口流抜刀術)

Gendai školy (které se vyvinuly po reformách Meidži):
- Tojama-rjú (戸山流)
- Nakamura-rjú (中村流)
- Zen nihon battó dó renmei (全日本抜刀道連盟)
- Dai nihon battó hó (大日本抜刀法)
- Enšin ittó-rjú battódžucu (円⼼⼀⼑流抜⼑術)
- Nakagawa-rjú battódžucu (中川流抜⼑術)